# غرماب (بلة كة)
غرماب (بالفارسية: گرماب) هي مستوطنة تقع في إيران في قسم بلة کة الريفي. يقدر عدد سكانها بـ 123 نسمة بحسب إحصاء 2016.